# 釜山生神女福音聖堂
座標: 北緯35度06分21秒 東経129度01分51秒 / 北緯35.105900度 東経129.030937度
釜山生神女福音聖堂は、釜山広域市中区大庁洞にある韓国正教会の聖堂。なお、現地用語では釜山聖母喜報聖堂（朝鮮語:부산성모희보성당:プサンソンモヒボソンダン）。

## 歴史
1970年に、韓国正教会がニュージーランド府主教区管轄下に入ってから初めてソウル以外に宣教が及んだ土地で、1980年にギリシャ人による宣教が釜山で始まったのが始まり。1982年に敷地購入、1986年には早くも旧聖堂が建ち、1993年には常駐司祭が着任するに至る。現聖堂は2000年3月1日に建替えられたものである。

## 現況
活発な教会で、奉神礼は月曜を除く毎日行われている。
聖堂は4階建てのビル（エレベーター付き）で、1階が司祭事務所・ピロティ・食堂、2階が付属保育園、3階が小聖堂・司祭居宅、4階が大聖堂になっている。

## 交通アクセス
- 中央駅（釜山地下鉄●1号線)から徒歩10分（ただし、途中に階段がある）。
- ないしは、中央駅7番出口付近の「第一銀行前(제일은행앞:チェイルウネンアプ)」[4]から86番･186番バスに乗車して「セドゥルマンション(새들맨션:セドゥルメンション)」で下車後徒歩3分。
- 釜山港国際旅客ターミナルからも近い。